# Godlja (juha)
Godlja je tradicionalna jed, ki vsebuje svinjsko kri.
Najpogosteje se godljo pripravlja ob kolinah.  Nekatere krvavice namreč med kuhanjem popokajo in vsebina se nato kuha v vodi ter ostane v posodi. Zmesi se doda ješprenj, riž, ajdovo, proseno ali kakšno drugo kašo, da se zagosti.
Gorenjska godlja pa se skuha iz ješprenja, prosene kaše, čebule, česna, masti z ocvirki, majarona, popra, kumine, mete in soli, namesto vode pa se dolije svinjsko kri, ki se jo je še svežo toplotno obdelalo in osolilo, da je pripravljena za daljše hranjenje.
Na Gorenjskem se navadno poleg ponudi kuhan krompir.